# Instituto del Agua
El Instituto del Agua de Granada, (España) es un centro de investigación dedicado a "la investigación científica y técnica, así como la docencia especializada, en todos aquellos temas relacionados con el agua, considerada como recurso, como agente geodinámico o como soporte de la biosfera y el asesoramiento técnico en dichas materias". Fue creado por el Rector de la Universidad de Granada el 9 de enero de 1990.
Entre algunos de sus logros más reconocidos está el de diseñar un sistema que permite convertir el residuo resultante de aguas residuales en bioplásticos. y la catalogación de las fuentes y los manantiales de Andalucía.

## Contribuciones y trabajos
El trabajo del Instituto se divide en 6 grupos de investigación del Plan Andaluz de Investigación:
- 1) Microbiología Ambiental
- 2) Recursos hídricos
- 3) Redes Tróficas Pelágicas Continentales
- 4) Ecología Funcional
- 5) Tecnologías para la gestión y el tratamiento del agua
- 6) 'Sweep, Studies on wellbeing, environment and economic policy'

Entre sus trabajos destaca:
- Guía de Manantiales de la Provincia de Granada.[3]
- Programa de Conservación de Manantiales y Fuentes de Andalucía[4]